# Oedothorax hulongensis
Oedothorax hulongensis är en spindelart som beskrevs av Zhu och Wen 1980. Oedothorax hulongensis ingår i släktet Oedothorax och familjen täckvävarspindlar. Inga underarter finns listade i Catalogue of Life.